# バポーム (通報艦)
|                    |                                                                              |  |
| 艦歴               |                                                                              |  |
| 発注               | ロリアン造船所                                                               |  |
| 起工               |                                                                              |  |
| 進水               | 1917年                                                                       |  |
| 就役               | 1918年                                                                       |  |
| 退役               | 1936年                                                                       |  |
| その後             | 1937年解体                                                                   |  |
| 除籍               |                                                                              |  |
| 前級               | フードル                                                                     |  |
| 次級               | ベアルン コマンダン・テスト                                                  |  |
| 性能諸元（竣工時） |                                                                              |  |
| 排水量             | 常備：850トン 満載：-トン                                                    |  |
| 全長               | 72.0m                                                                        |  |
| 全幅               | 8.7m                                                                         |  |
| 吃水               | 3.2m                                                                         |  |
| 機関               | 型式不明重油・石炭混焼水管缶2基 +パーソンズ式直結タービン2基2軸推進          |  |
| 最大出力           | 5,000hp                                                                      |  |
| 最大速力           | 20.0ノット                                                                   |  |
| 航続距離           | -ノット/-海里                                                                |  |
| 燃料               | 重油：200トン 石炭:400トン）                                                 |  |
| 乗員               | 103名                                                                        |  |
| 兵装               | 13.8cm（55口径）単装速射砲2基（1920年に1基） カネー 7.5cm（35口径）単装砲1基 |  |

バポーム(Aviso Bapaume) は、フランス海軍が第一次世界大戦時に建造した通報艦。アミアン級通報艦の1隻。飛行甲板を増設して航空機の発艦実験に用いられ、フランス海軍の航空母艦開発に貢献した。小型の水上機母艦としても運用された。

## 艦形と武装

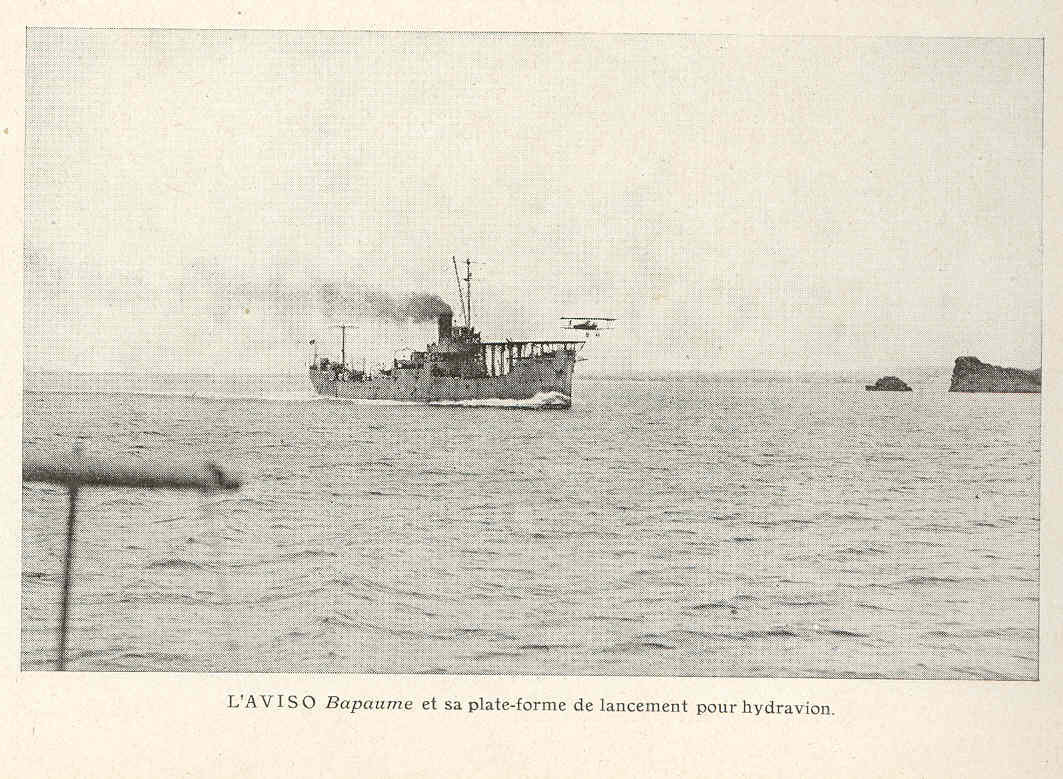
本艦より航空機の発艦に成功。

本級の船体は商船型船体で、船体中央部の上部構造物の前側に艦橋が配置され両脇に船橋（ブリッジ）を持っており、船体中央部に1本煙突が立っていた。
艦首と艦尾に6.5cm速射砲を防盾の付いた単装砲架で1基ずつ計2基、13.8cm速射砲を防盾の付いた単装砲架で前後の甲板上に2基ずつ計2基を配置した。
フランス海軍の関係者がイギリス海軍を視察した時、軽空母「アーガス」に大きな刺激を受けた。
バポームは第一次世界大戦後に艦首側の兵装を撤去し、艦橋から艦首に至るプラットフォーム上に滑走甲板を新設、同時に艦橋の右側にデリック・クレーンを搭載して発艦実験艦として改装された。
ポール・テスト少佐が改造や実験に関与したという。複葉機の発艦実験を行い、成功している。本艦の実験成果が、ノルマンディー級戦艦を航空母艦に改造した「ベアルン」に役立てられた。他に水上機4～6隻の搭載が可能で小型の水上機母艦としても用いられた。

### 注
1. ↑  日本海軍技術士官／艦艇研究家福井静夫は著書『世界空母物語』で、本艦について砲艦と記述している[1]。
2. ↑  母艦バポー[2]　要目　噸数 八〇〇噸　速力 二十一節　武装 十四サンチ一、七十五ミリ一、　本艦ハ戰時中潜水艦駆逐用トシテ製造セシモノヲ飛行機艦發練習用ニ改造セルモノナリ（艦型図）使用練習機ニューポール十五平方米ローン百二十馬力付　飛行機出發ニ際シテハ艦速風速ニヨリテ出スル風力十米秒ニ至ラサレハ出發不可能ナリト云フ／小官見學ノ際乗艦セシモ機関ノ故障ト無風ナリシ爲飛揚スルニ至ラサリキ／本艦ハ型体少ニシテ到底外海等動揺ノ甚シキ所ニ於テハ使用ニ堪ヘス唯灣内等ノ波浪静ナル所ニ於ケル艦發練習用ニ過キサルモノナリ（以下略）

## 参考図書
- 「NF文庫 瀬名堯彦著　独仏伊 幻の航空母艦建造計画 知られざる欧州三国海軍の画策」（光人社）
- 福井静夫 著、阿部安雄、戸高一成 編『福井静夫著作集 ― 軍艦七十五年回想　第三巻 世界空母物語』光人社、1993年3月。ISBN 4-7698-0609-4。
- 「Conway All The World's Fightingships 1860-1905」（Conway）

- アジア歴史資料センター（公式）
  - 『「練習艦隊寄港地航空界に関する報告」、大正9年　公文備考　巻39　航空3（防衛省防衛研究所）』。JACAR:C08021591500。